# Icariotis testaceus
Icariotis testaceus là một loài bọ cánh cứng trong họ Cerambycidae.